# 電子投票
電子投票（でんしとうひょう）とは、票を入れる行為を電子化した投票（方式）のこと、あるいはそのような投票を行うことをいう。投票所における投票で電子機器を用いて行う投票のほか、インターネットなどのコンピュータネットワークを介しての投票などが含まれる。

## 概説

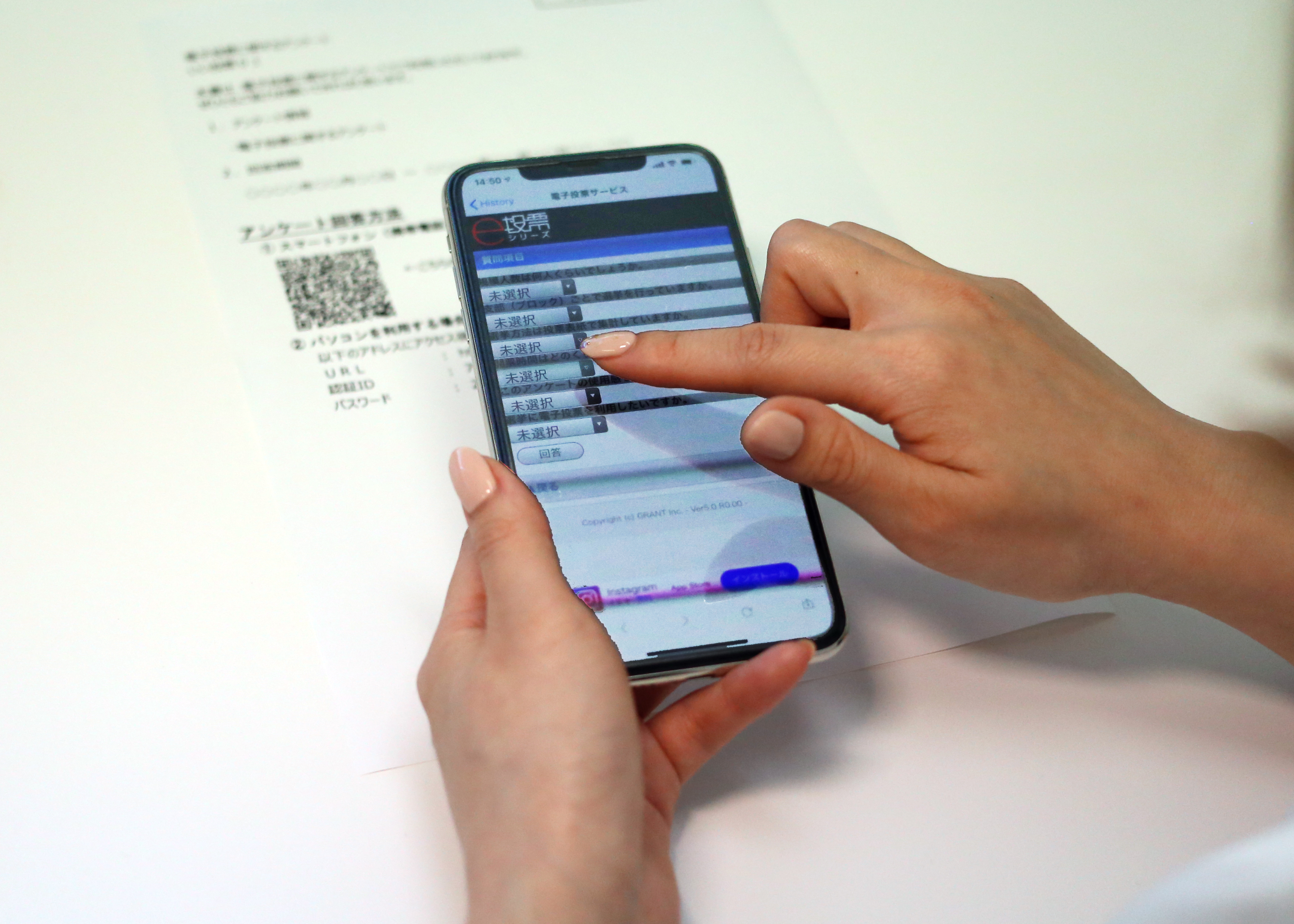
インターネット回線とスマートフォンを用いて自宅から投票を行う

電子投票といわれるものには以下のようなものがある。
1. 投票所でマークシートやパンチカードを用いて投票し電子機器で読み取る方法（集計における電子投票）
2. 投票所で電子機器のタッチパネルや押しボタンを押して投票する方法（投票行為に関する電子投票）
3. インターネットを用いて遠隔地から投票する方法（ネットワークを利用する電子投票）

また投票がなされる対象に着目して公職に関わる選挙、株主総会など法律に沿った決議、私的団体における内部規律方法としての決議、その他のアンケートなどに分類できる。それぞれ記名投票であるかどうか、投票者が限定されているかどうかなどに違いがある。
現在、日本の公職選挙で用いられることがある電子投票は上記の投票行為における電子投票だけであり、電子投票条例を定めた地方自治体の選挙において採用された例があった。これを規律する関連法規は「地方公共団体の議会の議員及び長の選挙に係る電磁的記録式投票機を用いて行う投票方法等の特例に関する法律」（いわゆる電子投票法）である。
日本における株主総会での議決権行使については、2002年の商法改正により、インターネット投票を導入できるようになった。
以下では、公職選挙での投票行為に関する電子投票について説明する。

## 日本の公職選挙における電子投票
2002年に岡山県新見市で初めて実施された。多少は広まりをみせたものの、各地で機器トラブルが相次ぎ普及しなかった。

### 年譜
- 2002年

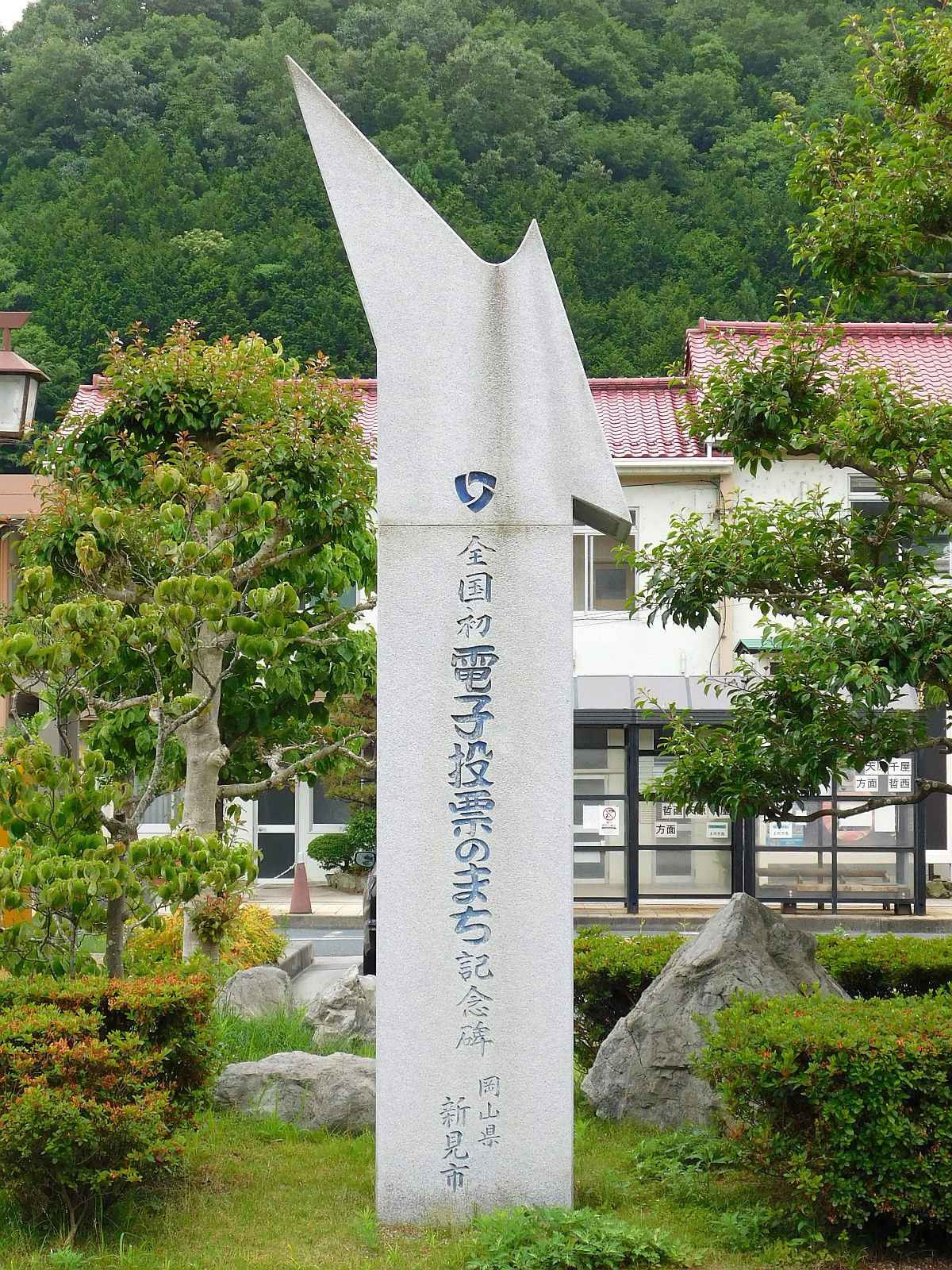
新見駅前広場にある「全国初 電子投票のまち 記念碑」

  - 2月1日：地方公共団体の議会の議員及び長の選挙に係る電磁的記録式投票機を用いて行う投票方法等の特例に関する法律（電子投票法、電磁記録投票法）施行。条例を定めた自治体で行われる地方選挙に限定。
  - 6月23日：岡山県新見市長・市議選において、全国初の電子投票の実施。
- 2003年
  - 2月2日：広島県広島市長選（安芸区のみ）において電子投票を実施（2例目）。
  - 4月27日：宮城県白石市議選において電子投票を実施（3例目）。
  - 7月6日：福井県鯖江市議選において電子投票を実施（4例目）。
  - 7月20日：岐阜県可児市議選において電子投票を実施（5例目、機器のトラブル発生→後に裁判所より選挙無効の判決）。
  - 8月3日：福島県大玉村議選において電子投票を実施（6例目）。
  - 11月9日：神奈川県海老名市長・市議選において電子投票を実施（7例目、機器のトラブル発生）。
- 2004年
  - 1月18日：青森県六戸町長選において電子投票を実施（8例目）。
  - 2月8日：京都府京都市長選（東山区のみ）において電子投票を実施（9例目）。
  - 7月11日：総務省が白石市と京都市（東山区のみ）において電子投票による参議院選挙模擬投票を実施。
  - 9月2日：鯖江市がコストを理由に電子投票条例を廃止（条例の廃止は全国初）。
  - 10月24日：岡山県知事選（新見市のみ）において電子投票を実施（10例目、新見市としては2回目、知事選での実施は全国初）。
  - 10月31日：白石市長選において電子投票を実施（11例目、白石市としては2回目、機器のトラブル発生）。
  - 11月28日：三重県四日市市長選・市議補選において電子投票を実施（12例目、有権者数は22万人を超え過去最大）。
- 2005年
  - 3月31日：新・新見市が発足したが旧新見市の電子投票条例は引き継がれず、消滅。これに伴い、岡山県の電子投票条例も廃止された。
  - 6月12日：六戸町長選において電子投票を実施（13例目、六戸町としては2回目）。
- 2006年
  - 3月28日：広島市の電子投票条例を財政難を理由にわずか2年で廃止を決定する。
  - 10月2日：新見市で改めて電子投票条例が制定される。
- 2007年
  - 4月22日：六戸町議選において電子投票を実施（14例目、六戸町としては3回目）。
  - 4月22日：白石市議選において電子投票を実施（15例目、白石市としては3回目）。
  - 8月5日：大玉村議選において電子投票を実施（16例目、大玉村としては2回目）。
- 2008年　　
  - 2月17日：京都市長選挙において電子投票を前回より拡大（東山区および上京区）して実施（17例目、京都市としては2回目）。
  - 10月26日：白石市長選において電子投票を実施（18例目、白石市としては4回目）。
  - 11月30日：四日市市長選において電子投票を実施（19例目、四日市市としては2回目）。
- 2009年　　
  - 4月12日：新見市長選・市議選において電子投票を実施（20例目、新見市としては3回目）。
- 2010年
  - 9月：白石市において電子投票の休止を盛り込んだ条例が可決。
  - 12月1日：海老名市において電子投票を廃止する条例が可決。
- 2011年
  - 3月：四日市市において電子投票の休止を盛り込んだ条例が可決。
  - 4月24日：六戸町議選において電子投票を実施（21例目、六戸町としては4回目）。
- 2012年　　
  - 2月5日：京都市長選挙で、東山区（前々回から実施）と上京区（前回から実施）において電子投票を実施（22例目、京都市としては3回目）。
- 2013年
  - 4月14日：新見市長選・市議選において電子投票を実施（23例目、新見市としては4回目）。
  - 4月26日：六戸町議選において電子投票を実施（24例目、六戸町としては5回目）。
- 2015年
  - 3月：京都市において電子投票を廃止する条例が可決[3]。
- 2016年
  - 1月17日：六戸町議補選において電子投票を実施（25例目、六戸町としては6回目）。
- 2018年
  - 2月：国内で唯一続けていた六戸町が休止方針を表明。電子投票普及協業組合からの機器リースができなくなったため[4]。同年10月以降の選挙では当面の間休止となる[5]。
  - 8月10日：総務省の投票環境の向上方策等に関する研究会（座長：磯部力）が報告書を公表し、電子投票について「これまでの専用機による電子投票に加え、タブレット端末などの汎用機を用いた電子投票の導入を検討することが適当」と提言[6]。
- 2020年　　
  - 3月：新見市において電子投票を廃止する条例が可決（電子投票の実施は2013年の市長・市議選まで）[7]。
  - 3月30日：2018年8月の報告書を受け、タブレット端末等の汎用機の活用を念頭に電子投票システムの技術的条件が改定される[8]。
- 2024年
  - 12月22日：同日投開票の四條畷市長選挙・市議会議員補欠選挙において電子投票を実施（26例目）。日本国内での実施は2016年1月の六戸町議会議員補欠選挙以来となった。

## 各国の活用

### エストニア
2002年に電子投票の実験が行われ、2005年の地方議会議員選挙において正式に電子投票が採用された。その後、2007年の国会議員選挙ではインターネットを介した電子投票も実施され、さらには2009年6月の欧州議会議員選挙においてもインターネットを介した電子投票が実施されている。またインターネット投票の危険性として指摘されている投票の強要や買収に対する「安全弁」として、一度電子投票を行った場合でも、投票日の4日前までであれば、投票を変更することも可能となっている。2015年の選挙（投票率：64.2%）では、電子投票で投票した有権者の割合は、投票者の約34%であった。

### 韓国
中央選挙管理委員会が1999年にボタン式の電子投票機を開発、2001年にはタッチパネル式に改良した。ただし、この時点では電子機器を選挙に使用することに対する不信 が強かった上、与野党間でも対立があったため、実用化には至らなかった。しかし、2002年末に韓国政府が策定した「e-コリア・グローバル　ビジョン2006」で、電子的手段を通じた市民の政策決定過程への参加促進が掲げられ、その具体的手段として電子投票実現が明記されたことにより、中央選挙管理委員会において電子投票システムの開発が進められ、2005年12月に電子投票システムを独自に開発した。2006年以降、投票所での模擬投票、各政党の党首選挙や組合長選挙など500回以上の選挙で電子投票が行われたが、大統領選挙や総選挙では「時期尚早」として導入が見送られている。

### アメリカ
1974年に最初の直接記録電子投票機（DRE）が採用され，2000年アメリカ合衆国大統領選挙においてそれまで主流だったパンチカード方式による集計誤りが大きな問題となったことから電子投票の普及が大きく進んだ が、電子記録は改ざんやハッキングの危険性があることから、2020年アメリカ合衆国大統領選挙においても24%の自治体が採用するに留まる。
それ以外の自治体ではマークシート式の自書式投票用紙およびアクセシビリティ向上のために投票用紙マーキングデバイス（BMD）と呼ばれる投票機（タッチパネルで候補者を選択するとマーキングされた紙の投票用紙が印刷される）が採用されており、ジョージア州など一部の自治体では障害の有無に関わらず、すべての有権者がBMDを使用することができる。

### ブラジル
1994年の選挙において有権者の一人が投票所より投票用紙を持ち帰り、特定候補に「○」をつけ、次の有権者がその用紙を投票し、また投票用紙を持ち帰る連鎖方式の違反事件があったことから電子投票が導入され、国の一括発注によりすべての投票所で電子投票が実施されている。その後、電子投票機に脆弱性があることが判明したことから憲法が改正され、電子投票とともに紙の投票用紙が印刷されるハイブリッド方式となった。

### アルゼンチン
アルゼンチンの地方選挙では2009年にサルタ州で導入された電子投票用紙が普及している。有権者が投票用紙を投票印刷機に挿入しタッチパネルで候補者を決定すると、投票用紙に内蔵されたRFIDチップに投票が記録されるとともに、裏面には投票した候補者が印刷される。投票終了後はコンピューターでRFIDチップの内容を読み取り、約2時間後に暫定的な投票結果が公表される。その後一週間かけて印刷された内容を精査し、電子カウントの正確性を保証する。

### ベネズエラ
ベネズエラでは2004年から2017年までスマートマティック製の電子投票機を使用していた。有権者は画面に表示された候補者を選択し、画面上で確認後「投票する」ボタンを押すことでデジタルの投票を行い、投票機から印刷された投票用紙を投票箱に投函する。投票時間終了後、各投票所においてランダムに選ばれた51%の投票箱を開封し、投票機が発行した投票証明書と照合を行う。問題がなければ選挙管理委員会に投票証明書を送り集計を実施する。2017年、スマートマティック社は投票総数が政府発表より少なくとも100万人少ないと指摘するも選管は水増しを否定。スマートマティック社はベネズエラから撤退した。2020年3月、投票機を保管していた倉庫がベネズエラ愛国戦線を名乗る組織によって放火され、全体の99%にあたる50,000台の投票機が破壊された。
2020年10月、ベネズエラの中央選管にあたる全国選挙評議会は12月6日の議会選挙においてベネズエラ製の新型の電子投票機を導入することを発表。新型は以前と同様に電子投票に加えて紙の投票用紙を発行するハイブリッド方式となっている。

### インド
1982年のケーララ州選挙以来、国内で設計・製造された電子投票機「EVM」が全土で使用されている。他国の電子投票機とは異なりディスプレイやタッチパネルは使用せず、投票ユニットに表記された候補者および、政党のシンボルマークの横にある物理ボタンを押すことで投票を行う。シンボルマークは非識字者への配慮である。
電子投票機はスタンドアロンのためネットワークを必要とせず、また、アルカリ乾電池によって稼働するため電源も不要となっている。投票内容は投票ユニットにケーブルで接続されたコントロールユニットに電子的に記録されるほか、VVPATによるバックパックが行われる。投票期間は39日間、100万ヶ所の投票所に設置される電子投票機の台数は400万台に及ぶが、開票は1日で終了する。また、選挙区ごとに5台の電子投票機（全体の１～２%）においてVVPATとの照合が行われる。。